# Tsaghats Kar

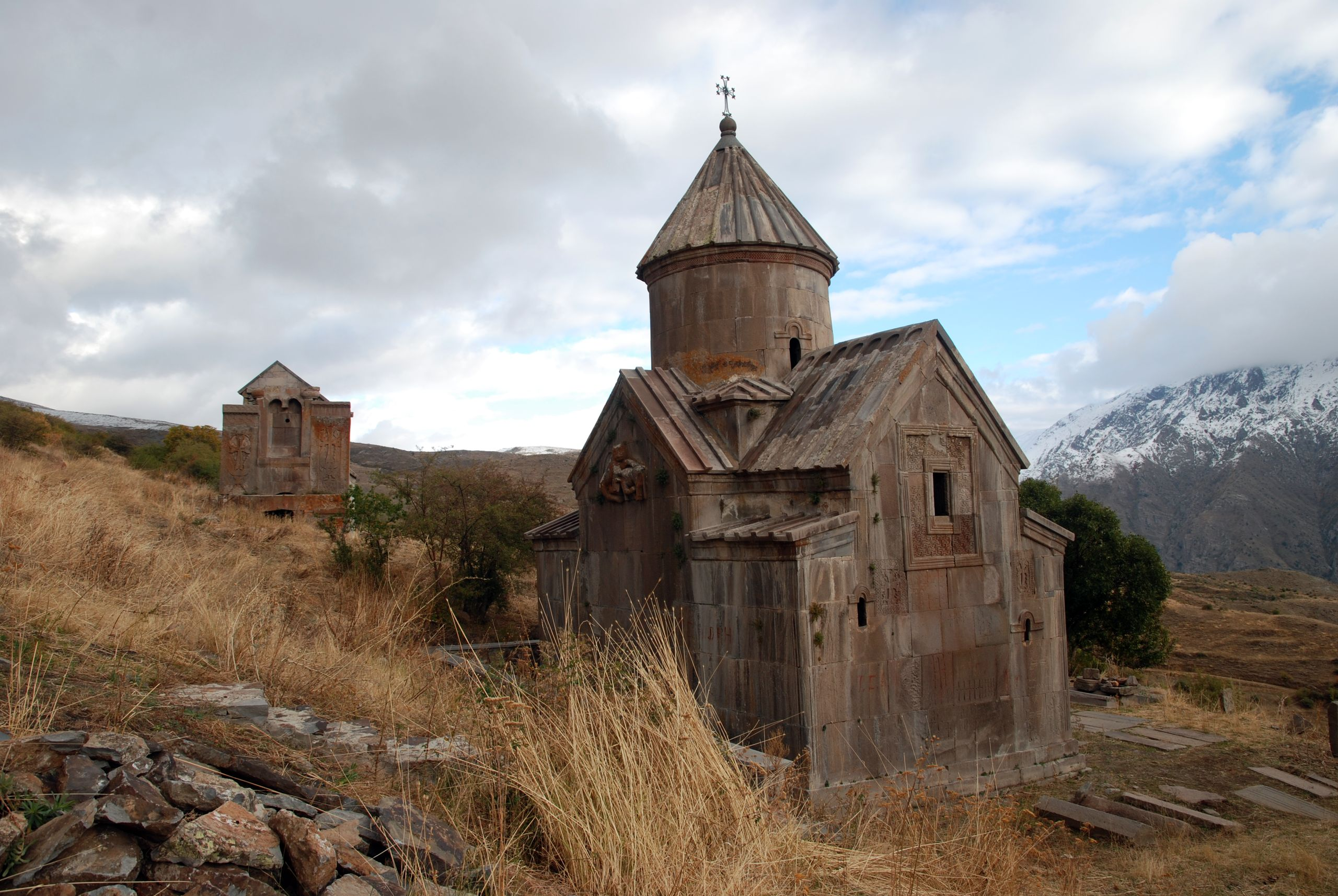
Surb Nshan links im Hintergrund und Surb Karapet von Nordwesten

Tsaghats Kar (armenisch Ցախաց քար Zaghaz kar), andere Umschriften Tsakhats Kar, Tsakhatskar, C’ałac’k’ar (Tsakhats Kar Vank, Ցախաց քար Վանք), ist ein ehemaliges Kloster der Armenisch-Apostolischen Kirche in der südarmenischen Provinz Wajoz Dsor. Die gut erhaltene Täufer-Kirche (Surb Karapet) aus dem 11. Jahrhundert, die Heiligkreuz-Grabkirche (Surb Nshan) aus dem 10. Jahrhundert wenige Meter im Osten und eine zerfallene Gebäudegruppe 200 Meter westlich der beiden Kirchen verweisen auf die bis ins 15. Jahrhundert andauernde besondere Bedeutung des auf einer Höhe von 2052 Metern an einem Berghang gelegenen Klosters.

## Lage
Koordinaten: 39° 53′ 42″ N, 45° 21′ 24,8″ O
| Tsaghats Kar |

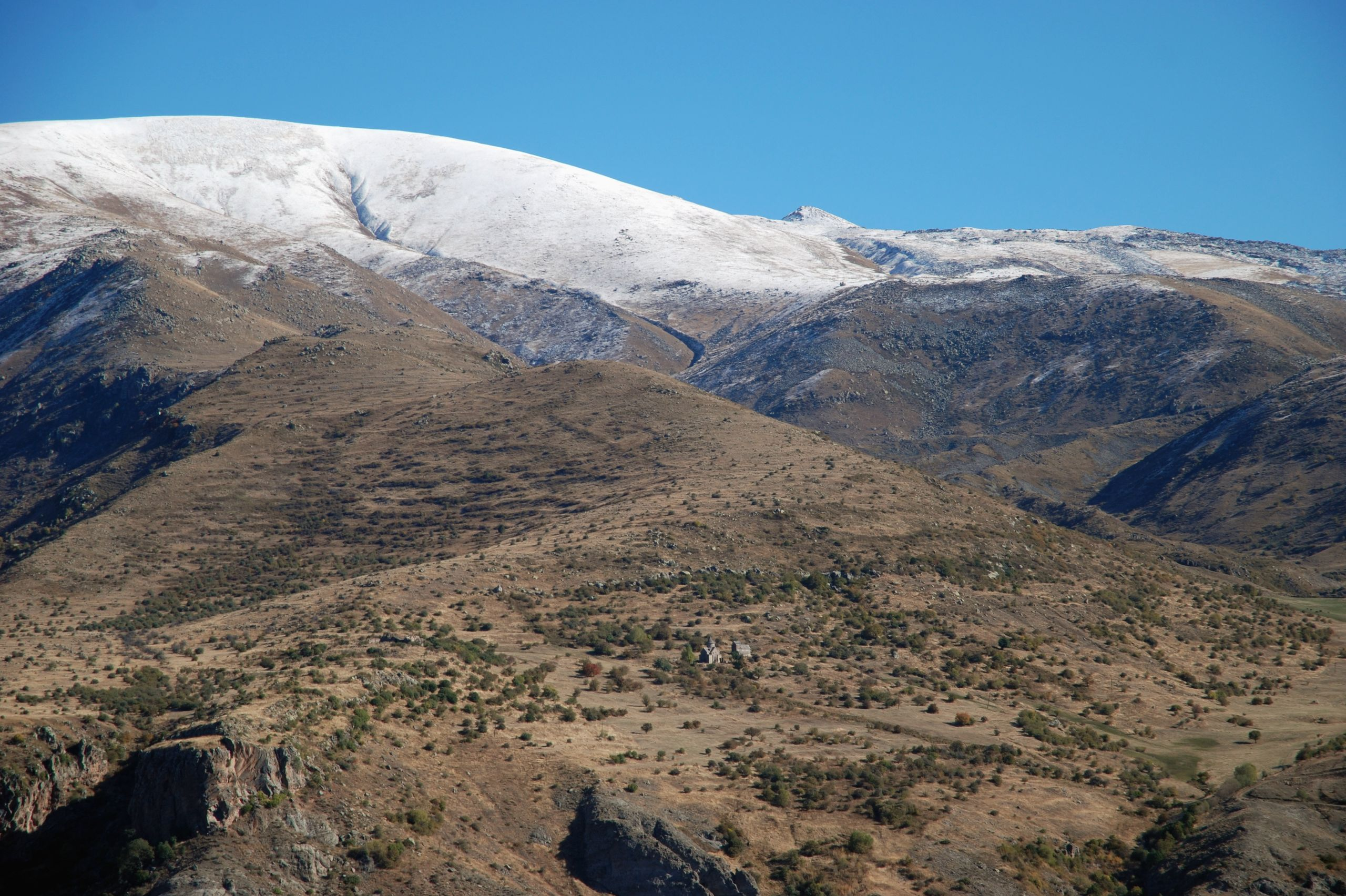
Die beiden Kirchen sind von Smbataberd zu sehen.

Tsaghats Kar liegt nördlich der Provinzhauptstadt Jeghegnadsor und ist über die Passstraße M10 zu erreichen, die zwischen Areni und Jeghegnadsor von der M2 nach Norden zum Sewansee abzweigt und den Selim-Pass überquert. Nach zehn Kilometern biegt im Dorf Schatin eine Nebenstraße nach Nordosten zum sechs Kilometer entfernten Ort Jeghegis im Tal des gleichnamigen Flusses ab. Von Schatin ist auf einem Pfad die Klosterruine Shativank in den Bergen zu erreichen. Zwei Kilometer nach Schatin gabelt sich die Straße vor dem Ausläufer eines Hügelkamms, auf dem die Ruine der mittelalterlichen Festung Smbataberd erhalten geblieben ist. Die Straße in einem Seitental auf der Nordseite des Hügels verläuft nach einem Kilometer durch den langgezogenen Ort Artabuynk und folgt danach in einem enger werdenden Tal einem Zufluss des Jeghegis bis zum Weiler Horbategh. Etwa einen Kilometer hinter den letzten Häusern von Artabuynk beginnt rechts der Straße ein Fahrweg an einer Furt und einer Fußgängerbrücke über den Bach, auf dem in östlicher Richtung stetig ansteigend nach fünf Kilometern Tsaghats Kar oder auf halbem Weg einer Abzweigung nach Süden folgend Smbataberd zu erreichen ist. 
Die Klosterruinen stehen am Hang oberhalb einer breiten Talmulde und werden im Norden und Osten von über 3000 Meter hohen Bergketten überragt. Smbataberd und der Fußpfad dorthin sind von hier in der Ferne zu sehen. Aus dem mit Gras und vereinzelten Büschen bewachsenen Hochland ragen einzelne Felsen und Geröllflächen aus Basaltgestein hervor, das auch zum Bau der östlichen Gebäude verwendet wurde. Es gibt Quellwasser in der Nähe.

## Geschichte

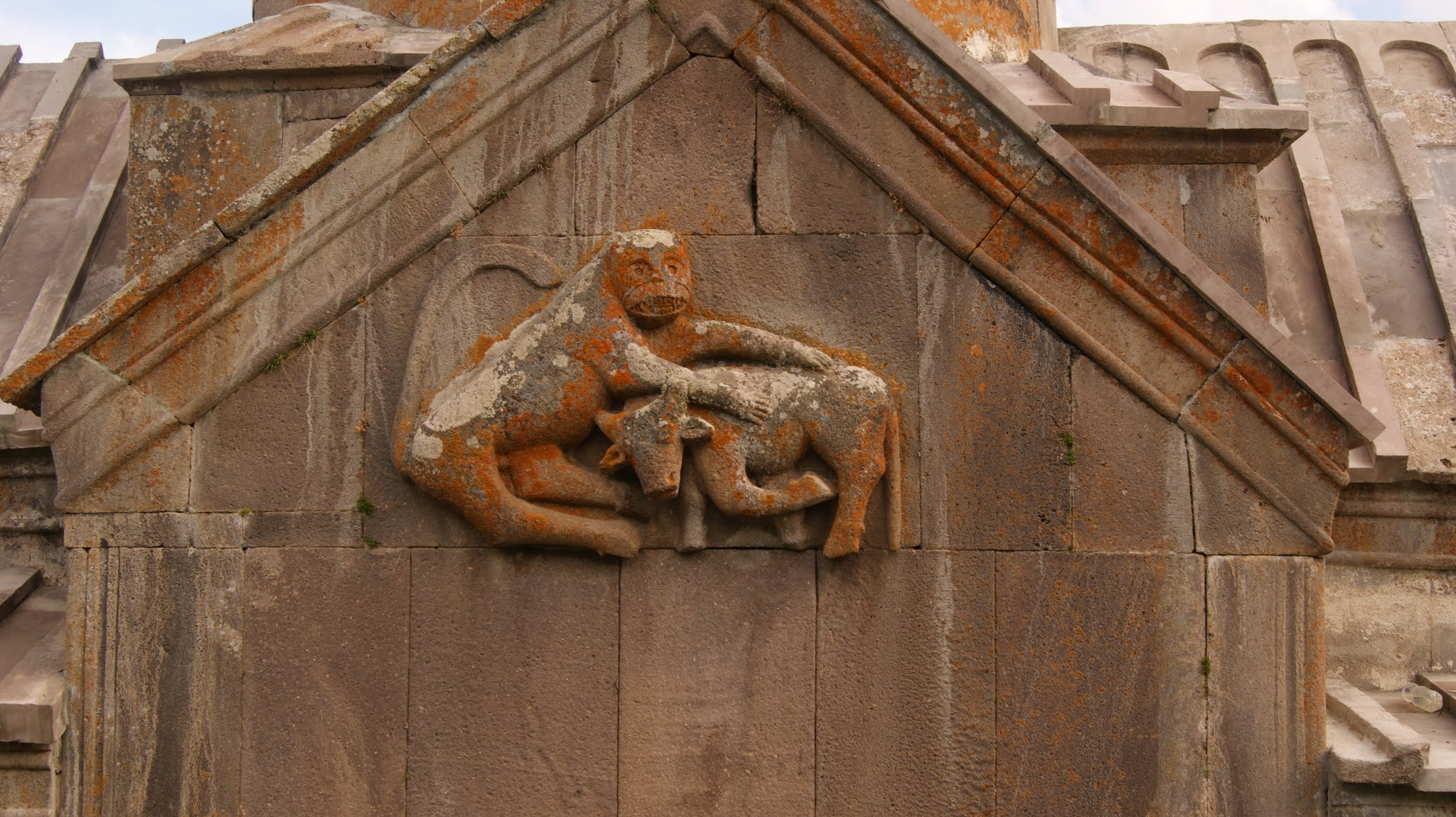
Surb Karapet, Nordgiebel: Löwe und Bulle, das Wappen der Orbelian-Familie.

Nach dem Geschichtsschreiber Bischof Stepanos im 13. Jahrhundert, einem Mitglied der herrschenden Orbelian-Familie, wurde das Kloster bereits im 5. Jahrhundert gegründet. Hier soll eine Grabkirche für die armenischen Aufständischen errichtet worden sein, die in der Schlacht von Avarayr gegen die Sassaniden im Jahr 451 gestorben waren. Diese Schlacht stellte den Höhepunkt mehrerer Auseinandersetzungen um die Religionsfreiheit der armenischen Christen dar, die ihnen trotz der Niederlage schließlich gewährt wurde. Vier Schlachten hatten in der Region Vayots Dsor stattgefunden, eine davon in der Umgebung. 
Die nächste historische Angabe betrifft den Wiederaufbau des Klosters durch einen anderen Bischof namens Stepanos (Stepanos Taronetsi, auch „Asoghik“ genannt, weil er mit seiner schönen Stimme Lieder vortrug) während der Herrschaft des Bagratiden-Königs Abbas I. (reg. 930–950). Die heute erhaltenen Gebäude und Ruinen gehen auf das Ende des 10. Jahrhunderts oder das 11. Jahrhundert zurück, als die bestehende Anlage außerdem um ein Refektorium, einen Gawit und Nebengebäude erweitert wurde. Im 15. Jahrhundert verfügte Tsaghats Kar über eine Handschriftenabteilung, in der Hunderte Manuskripte kopiert wurden.

## Klosteranlage
Die beiden restaurierten Kirchengebäude liegen wenige Meter voneinander entfernt und sind vom Tal aus zu sehen, während sich die Gruppe der westlichen Gebäude hinter einer Kuppe verbirgt.

### Surb Karapet

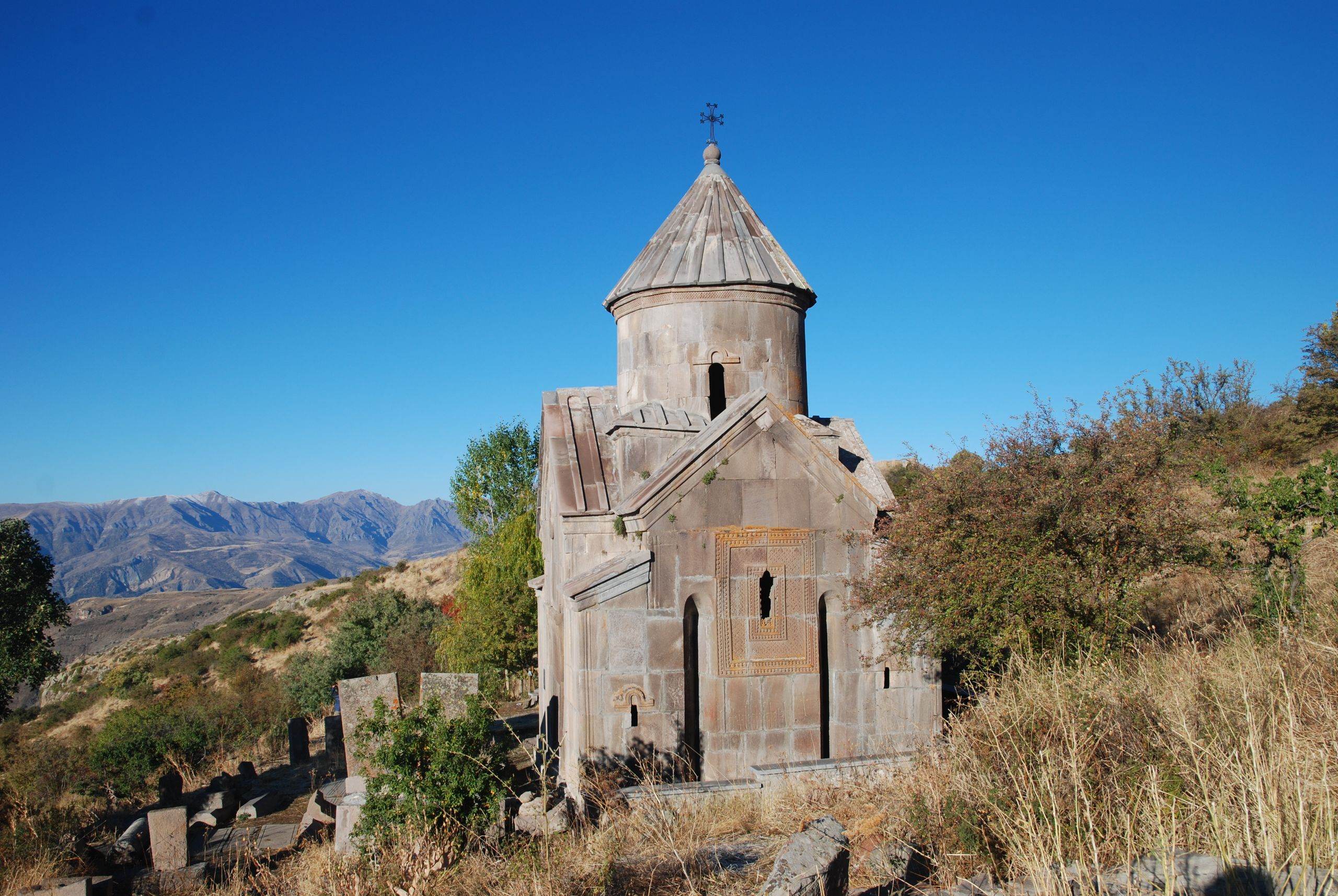
Surb Karapet von Osten

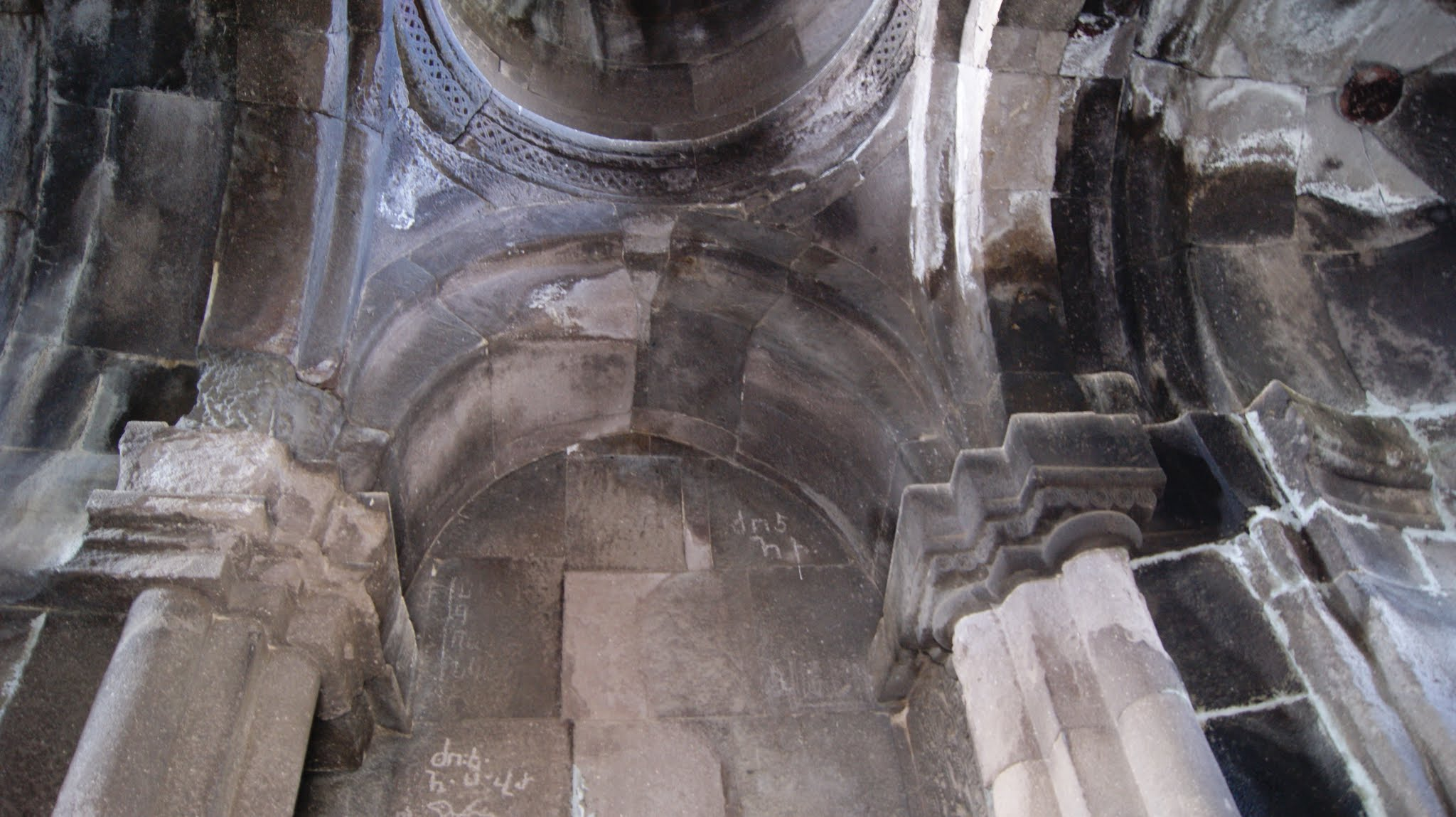
Surb Karapet, Nordwand. Übergang zum Tambour durch Pendentifs

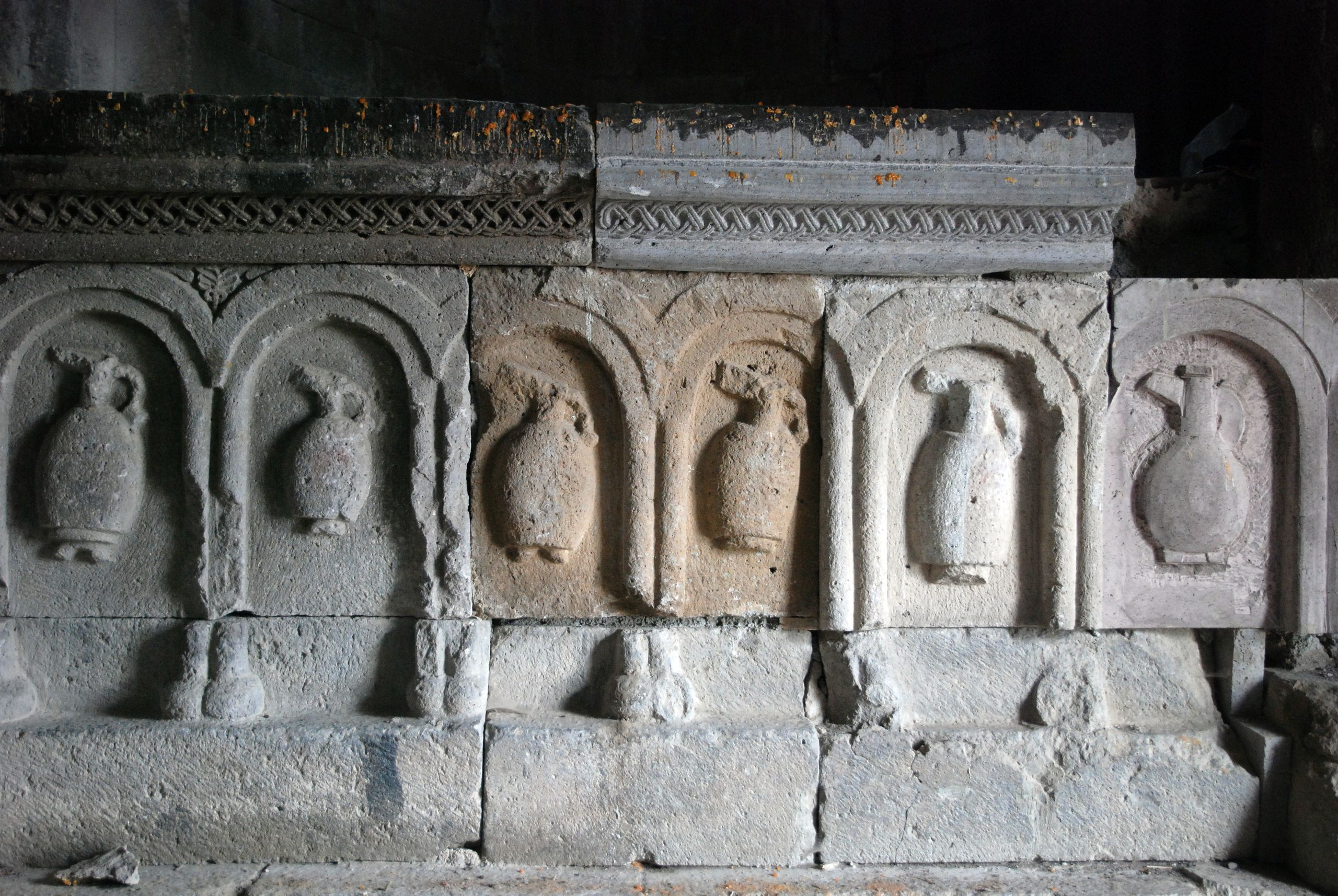
Tonkrüge am Bema

Die westliche der beiden erhaltenen Kirchen ist die Johannes-der-Täufer-Kirche, Surb Karapet, eine 1041 datierte, rechteckig ummantelte Kreuzkuppelkirche, deren zentrale Kuppel von den vier inneren Wandecken des kreuzförmigen Grundplans getragen wird. Surb Nshan gehört zur Gruppe der kreuzförmigen Monokonchen, bei denen die Apsis der Ostseite mit einer halbkreisförmigen Rückwand (Konche) und die übrigen Seitenarme mit rechteckigen Wänden ausgebildet sind. Vorläufer aus dem 7. Jahrhundert sind die kleinen Monokonchen von Lmbatavank und die Karmravor-Kirche von Aschtarak. Andere kleine Zentralbauten aus dieser Zeit besitzen drei Konchen (kleine Surb Astvatsatsin-Kirche von Talin) oder im symmetrischen Idealfall vier Konchen. Dieser Formenbestand der frühchristlichen Kirchen wurde nach einer Phase mit geringer Bautätigkeit ab dem 9. Jahrhundert wiederaufgenommen. 
Während bei den genannten frühen Beispielen der kreuzförmige Grundriss an den Außenwänden sichtbar bleibt, besitzen die ummantelten Kirchen in den vier Außenecken eingeschlossene Nebenräume. Außen ähnelt die Surb Nshan-Kirche der 1321 datierten Kirche von Areni. Die östlichen Nebenräume mit halbrunden Apsiden sind nicht von der durch ein Bema (Podest) erhöhten Altarapsis, sondern über die Seitenarme im Norden und Süden zugänglich. Die vier durch Halbsäulen betonten inneren Wandecken sind mittels Gurtbögen untereinander verbunden. Der Übergang zur kreisrunden Grundform des Tambours, die aus einem weit vorkragenden Gesims mit einem umlaufenden Flechtband besteht, erfolgt über Pendentifs. Das auffälligste Schmuckmotiv im Innern bilden eine Reihe plastisch hervortretender Tonkrüge in Rundbogennischen an der Wand des Bema.
Der auch außen kreisrunde Tambour besitzt lediglich an der West- und Ostseite schmale Fensteröffnungen und wird von einem Kegeldach überragt. Der einzige Eingang befindet sich in der Südwand. Er wird von zwei Dreiecksnischen flankiert und trägt einen Sturzstein mit einer Inschrift und einem Feld mit Blattwerk, Weintrauben und Granatäpfeln. Das Giebelfenster an der Westfassade wird durch einen doppelten Wulstrand betont. Das Feld zwischen dem inneren und äußeren Rahmen ist mit einem kleinteiligen geometrischen Motiv aus Kreisen und Hakenkreuzen ausgefüllt. Noch aufwendiger ist das zentrale Fenster der Ostwand umrahmt. Dort reichen zwei Dreiecksnischen bis in die Höhe der Traufkante. Solche tiefen Nischen kommen nach gängiger Auffassung in der armenischen Baukunst seit dem 7. Jahrhundert als vertikale Gliederung an Außenwänden vor (unter anderem Aruchavank, Kathedrale von Ani, Klosterkirche von Ptghni). Am Giebel links über der Tür stellt ein Adler mit einem Lamm in seinen Krallen das Wappen der Proschian-Familie dar. Ein beinahe den gesamten Nordgiebel füllendes Relief eines Löwen, der mit einem Bullen kämpft, war vermutlich das Wappen der Orbelian-Familie, zu der der Stifter gehörte.

### Surb Nshan

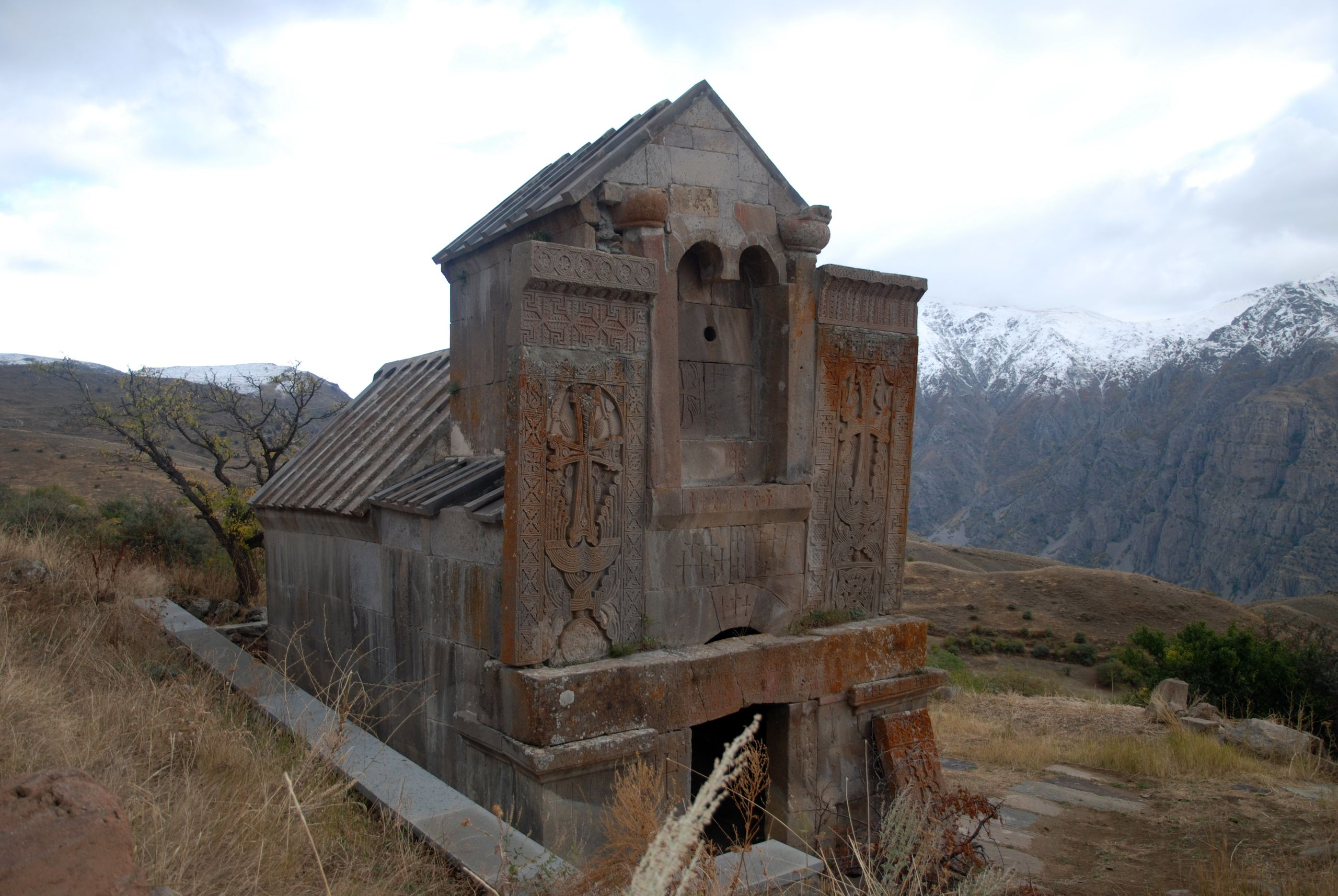
Surb Nshan von Nordwesten

Die Heiligkreuz-Kirche, Surb Nshan („Heiliges Zeichen“), wenige Meter östlich diente als Mausoleumskirche. Ihr Ursprungsbau, der nach einigen Quellen in das Jahr 939 datiert, wurde zur selben Zeit wie die Surb Karapet restauriert oder neu aufgebaut. Das schmale Gebäude besteht aus einem Kirchensaal mit Tonnengewölbe, das außen von einem Satteldach überdeckt wird. Von Westen führt ein niedriger Eingang hinein. Die halbrunde Altarapsis ist durch ein an seiner Vorderseite schmuckloses Bema erhöht. Dem Kirchensaal vorgelagert ist ein zweigeschossiger Raum, vor dessen Westwand in Höhe des Obergeschosses zwei riesige Chatschkare aufgestellt sind. Diese bilden zusammen mit einem Scheinfenster in der Mitte eine einheitliche Fassadengestaltung. Das Rundbogenportal darunter wurde durch einen Sturzstein erniedrigt, der zur Unterkonstruktion für die Chatschkare gehört.
Beide Kirchen befinden sich nach ihrer jüngsten Restaurierung 2010 in einem guten Erhaltungszustand.

### Westgruppe

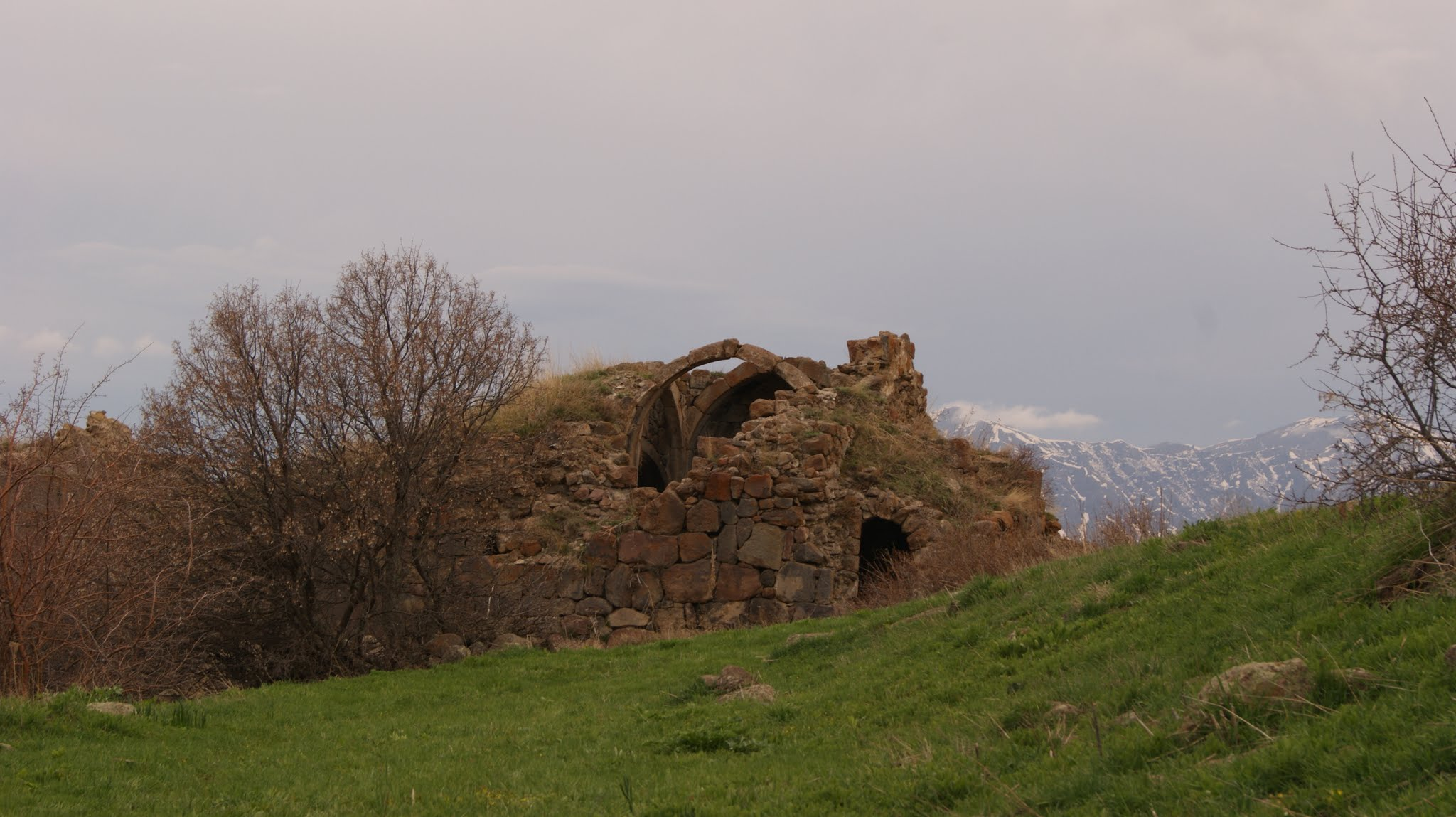
Muttergotteskirche (Surb Astvatsatsin) in der Mitte der Westgruppe

Das Zentrum des Klosters lag entfernt im Westen und war einst von einer Verteidigungsmauer umgeben, von der noch einige Reste an der Ostseite und ein Tor erhalten blieben. Eine Inschrift am Osttor ist E’achi Proschian gewidmet, weil er dem Kloster Land geschenkt und dieses selbst bepflanzt hatte. Er war ein Enkel des Prinzen Prosch Khaghbakian, der im 11. Jahrhundert die Festung Boloraberd (Proschaberd) beim Kloster Spitakawor nördlich von Wernaschen erbauen ließ.
Außer Mönchszellen in einer Reihe an der Westseite und Nebengebäuden gehörten zu dem weitläufigen Gebäudekomplex in der Mitte eine Muttergotteskirche (Surb Astvatsatsin) mit einer Kuppel, von der halbhohe Mauern und Gurtbögen erhalten blieben. Südlich war ein für Versammlungen genutzter Portikus angebaut, der im Osten von einem kleinen Raum mit einer halbrunden Ostapsis abgeschlossen war. Daran im Süden angrenzend folgte die große einschiffige Johanneskirche (Surb Hovhannes) mit Tonnengewölbe. Sie trägt eine Inschrift von 999. Wiederum direkt südlich stand eine schmale einschiffige Kapelle. Vor der Westseite der Muttergotteskirche befand sich ein großer Gawit. Eine Steinwanne westlich der Säulenhalle wurde für rituelle Zwecke verwendet. Viele Chatschkare sind in der Gegend aufgestellt.